# Нововоронино
Нововоронино — деревня в Пушкинском районе Московской области России, входит в состав городского поселения Софрино. Население — 741 чел. (2010).

## География
Расположена на севере Московской области, в северной части Пушкинского района, рядом с Московским малым кольцом А107, примерно в 16 км к северу от центра города Пушкино и 31 км от Московской кольцевой автодороги, на берегу реки Вязи бассейна Клязьмы.
В деревне 4 улицы — Парковая, Полевая, Радужная и Рябиновая, приписано 7 садоводческих товариществ. На месте СНТ в XIX веке находилась деревня Кобылина.
В 6 км к востоку — линия Ярославского направления Московской железной дороги, в 10 км к востоку — Ярославское шоссе М8. Ближайшие населённые пункты — деревни Бортнево и Митрополье, ближайшая железнодорожная станция — Софрино. Связана автобусным сообщением со станцией Зеленоградская.

## Население
| 1859 | 1890 | 1899 | 1926 | 2002 | 2006 | 2010 |
| ---- | ---- | ---- | ---- | ---- | ---- | ---- |
| 79   | ↗89  | ↗90  | ↗160 | ↘18  | ↗28  | ↗741 |

## История
Старинное село Воронино, по мнению А. А. Юшко, изначально принадлежало представителям рода Хвостовых. В 1619 году село перешло из дворцового ведомства во владение Василия и Бориса Петровичей Шереметевых, а также в поместье князя Луки и его сына Никиты Щербатова. В 1623 году здесь была деревянная церковь Покрова Пресвятой Богородицы и два двора помещиков. Впоследствии село разделяется на Большое и Малое Воронино. Большим Воронино владеет боярин Василий Петрович Шереметев и его сын Петр, а Малое, видимо, переходит к Щербатовым. В 1680 году в Большом Воронино, в вотчине Петра Васильевича Шереметева и окольничего князя Константина Осиповича Щербатова, числится кладбище с часовней и несколько крестьянских дворов.
Малое Воронино в 1704 году принадлежало окольничему князю Юрию Федоровичу Щербатову, в 1719 году - советнику Филиппу Алексеевичу Ягужинскому, во второй половине  XVIII века - владение статской советницы Елены Степановны Хвостовой. В 1704 году владельцами сельца Воронино были Владимир Петрович Шереметев и князь Юрий Федорович Щербатов. В. П. Шереметев свою половину сельца отдал в приданое своей дочери Анастасии и зятю князю Алексею Васильевичу Долгорукову. В середине века Воронино числится за их сыном - князем Петром Алексеевичем Долгоруковым. При Долгоруковых в селе была построена Успенская церковь на месте бывшей Покровской церкви. В 1760-х гг. Воронино с деревней Грибаново значится за бригадиром и директором московского ассигнационного банка графом Василием Ивановичем Толстым, женатым на Александре Ивановне, урожденной Майковой. Усадьба располагалась на противоположном от современной деревни Нововоронино берегу реки Вязь, и вот как описывает В. Е. Коршун ее состояние при графе Толстом: "В конце 1760-х гг. усадьба Воронино представляла собой барский дом с флигелями и садом на заднем дворе. Через дорогу от дома стояла деревянная Успенская церковь, за которой начинался большой липовый парк. Южнее парка ютились крестьянские дворы. К концу века Толстой переустраивает усадьбу. На реке Вязь были поставлены запруды, в результате чего образовались три огромных каскадных пруда. От берега вверх поднимались пятью уступами террасы. На нижней находился обложенный дубовым тесом пруд для купания. На средней террасе был построен новый господский дом. Следующий ярус окаймлял его по бокам, образуя, видимо, также смотровые площадки. Весь этот комплекс утопал в зелени сада. По его северной и южной границам в специально вырытых каналах к Вязи струились два водным потока. На верхнем ярусе находились господское кладбище и церковь (в XX в. - деревянная часовня) при нем".
После наследников В. И. Толстого владение усадьбой Воронино переходит к Дмитрию Сергеевичу Лужину, а с 1840 года - к его сыну, генералу и московскому обер-полицмейстеру Ивану Дмитриевичу Лужину, затем - композитору Алексею Николаевичу Верстовскому, с 1861 года - к действительному статскому советнику Н. С. Топорову, с 1890 года - к его дочери Надежде Николаевне Топоровой, а в 1911 году - к П. М. Рюмину и семье Арманд. Малое Воронино в начале XIX века принадлежало Сусанне Филипповне Долговой (урожд. Аршеневской) и ее супругу титулярному советнику Луке Ивановичу Долгову, затем перешло к их сыну Николаю, а в 1890 году числилось за купцом Е. С. Кротовым.
В «Списке населённых мест» 1862 года Малое Воронино — владельческое сельцо 1-го стана Дмитровского уезда Московской губернии по правую сторону Московско-Ярославского шоссе (из Ярославля в Москву), в 33 верстах от уездного города и 22 верстах от становой квартиры, при колодце, с 10 дворами и 79 жителями (38 мужчин, 41 женщина). По данным на 1890 год — деревня Богословской волости Дмитровского уезда с 89 жителями. В 1913 году — 16 дворов.
По материалам Всесоюзной переписи населения 1926 года — деревня Митропольского сельсовета Софринской волости Сергиевского уезда Московской губернии в 8,5 км от Ярославского шоссе и 9,6 км от станции Софрино Северной железной дороги, проживало 160 жителей (79 мужчин, 81 женщина), насчитывалось 28 хозяйств, из которых 27 крестьянских.
С 1929 года — населённый пункт в составе Пушкинского района Московского округа Московской области. Постановлением ЦИК и СНК от 23 июля 1930 года округа как административно-территориальные единицы были ликвидированы.
Административная принадлежность
1929—1930 гг. — деревня Митропольского сельсовета Пушкинского района.
1930—1939 гг. — деревня Бортневского сельсовета Пушкинского района.
1939—1954 гг. — деревня Цернского сельсовета Пушкинского района.
1954—1957 гг. — деревня Первомайского сельсовета Пушкинского района.
1957—1960 гг. — деревня Первомайского сельсовета Мытищинского района.
1960—1962 гг. — деревня Первомайского сельсовета Калининградского района.
1962—1963, 1965—1994 гг. — деревня Майского сельсовета Пушкинского района.
1963—1965 гг. — деревня Майского сельсовета Мытищинского укрупнённого сельского района.
1994—2006 гг. — деревня Майского сельского округа Пушкинского района.
С 2006 года — деревня городского поселения Софрино Пушкинского муниципального района Московской области.